# ألاستير هيثكوت
ألاستير هيثكوت (بالإنجليزية: Alastair Heathcote)‏ (و. 1977  م) هو مجدف بريطاني، ولد في أثينا، شارك في التجديف في الألعاب الأولمبية الصيفية 2008 – رجال ثمانية ‏.

## التعليم
تعلم في كلية إيتون، وجامعة أكسفورد بروكس، وجامعة نيوكاسل.

## الخدمة العسكرية
خدم في الجيش البريطاني.

## روابط خارجية
- ألاستير هيثكوت على موقع الاتحاد الدولي للتجديف (الإنجليزية)
- ألاستير هيثكوت على موقع اللجنة الأولمبية الدولية (الإنجليزية)
- ألاستير هيثكوت على موقع أوليمبيديا (الإنجليزية)
- ألاستير هيثكوت على موقع اللجنة الأولمبية البريطانية (الإنجليزية)